# Timothy Matlack

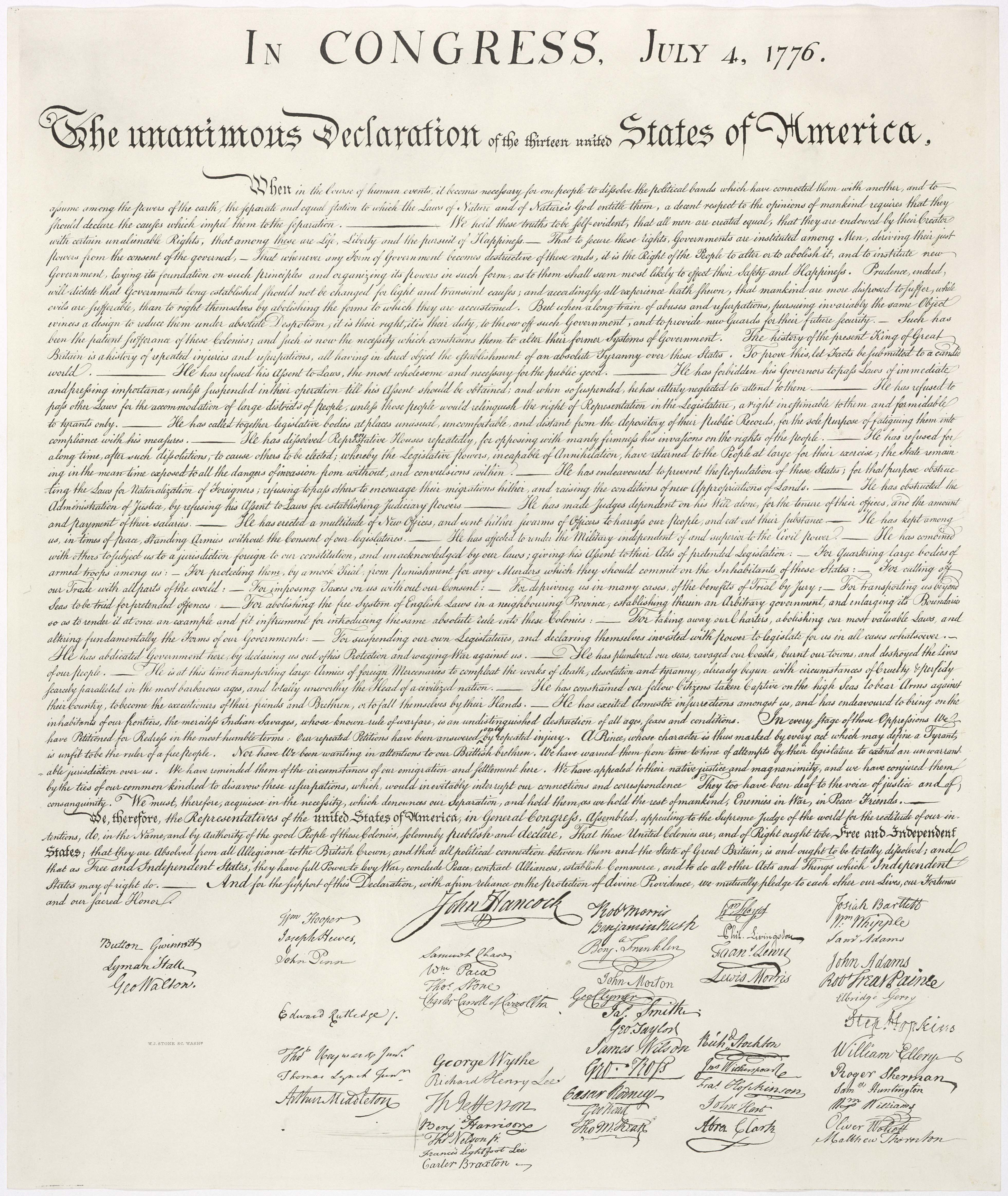
De Amerikaanse Onafhankelijkheidsverklaring zoals die door Timothy Matlack is neergeschreven.

Timothy Matlack (Haddonfield (New Jersey) 28 mei 1730 – Holmesburg (Pennsylvania) 14 april 1829) was een Amerikaans politicus. In de Verenigde Staten is hij vooral bekend als degene die de Amerikaanse Onafhankelijkheidsverklaring heeft neergeschreven.

## Biografie
Oorspronkelijk was Matlack een bierbrouwer. Tijdens de Amerikaanse Onafhankelijkheidsoorlog was hij in 1780 afgevaardigde voor Pennsylvania in het Tweede Continental Congress. Hij groeide uit tot een van de meest invloedrijke politieke figuren in Pennsylvania. Tegen het einde van de Onafhankelijkheidsoorlog verdween hij van het politieke toneel. Tijdens het presidentschap van Thomas Jefferson (1801-1809) trad hij opnieuw op de voorgrond.
Matlack stond bekend voor zijn schoonschrift. Daarom werd hij aangesteld om de originele Amerikaanse Onafhankelijkheidsverklaring neer te schrijven. Hij schreef de tekst neer die was opgesteld door Thomas Jefferson, John Adams, Benjamin Franklin, Roger Sherman en Robert Livingston.
- Gemeinsame Normdatei: 129087289
- International Standard Name Identifier: 0000 0000 2942 5468
- Library of Congress Control Number: n85253407
- SNAC: w6p9540p
- Biographical Directory of the United States Congress: M000246
- Virtual International Authority File: 60152885
- WorldCat: E39PBJwRVfW6qJfj3ckcrrwDMP